# Ngarrindjeri
Der Stamm der Aborigines der Ngarrindjeri besteht aus einer Gruppe von 18 Clans (lakinyeri) mit ähnlichen Sprachdialekten und Verwandtschaftsbeziehungen am unteren Murray River und an der westlichen Fleurieu Peninsula und Coorong in Australien.
Die traditionellen Gebiete der Ngarrindjeri erstreckten sich von Mannum stromabwärts bis Murray Bridge und Victor Harbor, entlang der Küste von Goolwa bis Cape Jervis, Lake Alexandrina und Lake Albert von Murray Bridge durch Tailem Bend, Wellington, Meningie und Coorong bis Kingston SE.
Ngarrindjeri wurden nach den tasmanischen Aborigines-Frauen von Seefahrern und Walfängern auf Kangaroo Island in den frühen 1800er Jahren faktisch zu Sexsklaven und zur Arbeit gezwungen. Es gibt aus dem 19. Jahrhundert einen Bericht von einem Versuch durch die Backstairs Passage 16 km zurück ans Hauptland zu schwimmen, wo die flüchtige Person am Strand vor Erschöpfung starb. Für dieses Ereignis wurden die sogenannten „Erinnerungsstufen“ und das Mahnmal „Sitz der Gefühle“ am Frenchman Rock bei Penneshaw geschaffen.
Die Ngarrindjeri erreichten durch ihren Protest gegen die Hindmarsh Island bridge in den 1990er Jahren große öffentliche Aufmerksamkeit. Es handelte sich um ein Brückenbauprojekt nach Hindmarsh Island, der zahlreiche historische Stätten der Aborigines zerstört hätte. Dieses Bauvorhaben wurde von der Hindmarsh Island Royal Commission untersucht und führte zu einem Urteil am High Court of Australia im Jahr 1996.

## Berühmte Ngarrindjeri
- Ruby Hunter, Musikant
- David Unaipon, Erfinder